# Wordmark
En informatique, un wordmark (en français, marque de mot) est un bit utilisé sur certains ordinateurs ayant des mots de longueur variable (par exemple, les ordinateurs de la série IBM 1400 ou l'ordinateur IBM 1620) pour indiquer la fin d'un mot.
Parfois, un autre terme que wordmark est utilisé (par exemple, flag) lorsque le bit servant au marquage de la fin d'un mot peut aussi servir à d'autres usages.